# District de Nanfen
Le district de Nanfen (南芬区 ; pinyin : Nánfēn Qū) est une subdivision administrative de la province du Liaoning en Chine. Il est placé sous la juridiction de la ville-préfecture de Benxi.